# Гончары (Львовская область)
Гончары (укр. Гончари) — село в Давыдовской сельской общине Львовского района Львовской области Украины.
Население по переписи 2001 года составляло 418 человек. Занимает площадь 1,37 км². Почтовый индекс — 81150. Телефонный код — 3230.